# 象徴

様々な運動のシンボルアウェアネス・リボンのホワイトリボン

象徴（しょうちょう）は、抽象的な概念を、より具体的な物事や形によって表現すること、また、その表現に用いられたもの。一般に、英語 symbol（フランス語 symbole）の訳語であるが、翻訳語に共通する混乱がみられ、使用者によって、表象とも解釈されることもある。
例
- ハトは平和の象徴である - 鳩という具体的な動物が、平和という観念を表現する[1]。
- 象徴天皇制 -  日本国憲法第1条では「天皇は日本国の象徴であり、日本国民統合の象徴である」と規定される。

## 言葉としての定義
日本語における「象徴」という言葉は、使用法から細分した場合に、次の様なものがある。
1. あるものを、その物とは別のものを代わりに示すことによって、間接的に表現し、知らしめるという方法。
2. 抽象的な概念、形のない事物に、より具体的な事物や形によって、表現すること。
3. ある事物の側面、一点を、他の事物や形によって、強調表現すること。

## 学術的な定義
図像や形象においての象徴については、哲学者や言語学者などによって、相当の蓄積がある。これらは、過去成立した数多の社会体制において育まれた文化的概念、すなわち言語、芸術、宗教、哲学、風俗、時事など、歴史的な経緯により成立して広まり、当時の人々の間に生きて使われていた社会通念・概念のうち、目に見える形で表現され、後世に遺されたものである。扱う研究対象によって、ありとあらゆるものが見られるが、一例として、エルンスト・カッシーラーの「象徴形式の哲学」やスザンヌ・ランガーの「シンボルの哲学」、ホワイトヘッドの論考「象徴作用」、パースの記号理論、宗教人類学者のミルチャ・エリアーデ「イメージとシンボル」などがある。論者によって象徴の定義も異なるが、「記号のうち、特に表示される対象と直接的な対応関係や類似性をもたないもの」として定義されることもある。これは定義の 2. に相当する代名詞的な用法である。
無論、平面上の記号や絵図のみならず、（実在如何に関わらず）存在や立体、無形物である音や光や香り、言葉の上だけの概念なども広義の象徴に含まれ、研究対象となる。ただしそのほとんどが失われた概念という無形物であるために調査類推も困難で、体系化されているのは象徴と意味との対応性がよく保存されている宗教象徴や偶像美術（イコン）や言語学の分野のみであるが、通常これらは象徴とは呼ばれず各分野の名称で独立的に扱われる。その他の手がかりは総じて少なく、前述の体系化された分野からの知見のみで類推という形を取る場合も多い。象徴研究は、文化の総体から理解がなされる必要性から、通常は文明を単位とした考古学に含まれ、しかも研究者ごとに必要に応じて行われており（文化的背景から象徴の意味を知るのではなく、失われた文化を知る手がかりとして象徴の意味類推が求められる）、象徴のみを専門に体系化した学問はまだ存在しない。概念的に近い物として美術分野における図像解釈学がある。

## 精神科学での定義
人の意識そのものの構成を探る精神科学の分野では、象徴とは、意識の中にある複雑な概念が抽象的なイメージとして形を帯びたものと捉える。漠然と「AがBを象徴する」といった場合に、（そこまでの心理解析は行われていないが）究極的にはその関連性や理由を科学的な論拠をもって説明可能とする学問である。
ジャック・ラカンの精神分析理論（仏: schéma RSI）においての象徴とは、自己の内にある概念やイメージの置き換えであり、一般には言語活動によって説明され、言語によって表現されるべき「自己の内に沸きあがるもの」と定義される。言葉それ自体も肉声に置き換えられた象徴であるとする。これは有意識における象徴の発現過程を論ずるものである。
カール・グスタフ・ユングの精神医学の研究（臨床心理学）において発見された無意識に形造られる象徴は、コンプレックスや原型を元とし自己の無意識に沈むイメージと、そこから意識の表層に形となって浮かび上がるものを指す。無意識が与える象徴は、心理学において意識の根底や概形を知る上での重要な手がかりとなる。

## 芸術における用法
芸術においては、19世紀フランスに「象徴主義」という運動が起こった（象徴詩）。ボードレールをはじめ、ヴェルレーヌ、ランボー、マラルメ、ヴァレリーといった詩人がいる。これらの運動を受けて、直接的に表しにくい抽象的な観念を想像力を媒介にして暗示的に表現する手法を含意するようになった。
17世紀頃までの静物画には、一見無意味な構図や対象に意味を持たせて描く、つまり象徴が多く取り入れられ、宗教画や寓意画としての性質が強かった。これは絵画そのものだけでなく、象徴を理解することで婉曲表現の技法や描かれた精神性にも美しさを見出すことができるため、図像学や図像解釈学によって象徴の研究がなされている。

## 人文的な意味
人間の定義は象徴的な活動を行う動物と定義される。プラトンは「人間とは二足、無羽の動物なり」と定義し、ディオゲネスから嘲笑されたが、この一連のやりとりも人間らしい象徴的な行為と言えるだろう。

### 徴（しるし）
人間以外の存在が示した象徴はしるし（徴、英: signs）と呼ばれて区別される。宗教的には、信仰対象が人に与えたものと理解され、現実に示される予兆や奇跡のほか、啓示や懺悔（の発端としてのひらめき）など、人の精神世界に直接示されるものが含まれる。
- キリストにおいて、「預言者ヨナのしるしのほかにはなんのしるしも与えられない」と述べられている。
- 聖書には奇跡として多くのしるしが示されている。またキリスト教でのしるしは神の実在の証と考えられ有意に探し求められるものだった。

古代の祈祷や占いで得る神託・予言は、しかるべき手順を踏んで得た「徴」から意味を読み取ろうとするものである。供物や音楽・踊りを捧げて儀式を行ったり、命がけで危険な行為をする等は、行為や状況を通して自然そのもの、或いは超自然的な存在から何か特別な「徴」を得る為の手段であり、「徴」を人間が理解可能な「象徴」へと置き変える手法であると表現できる。